# Grb Francuske Gijane
Grb Francuske Gijane sastoji se od štita kojeg pridržavaju dvije kune. Na štitu se nalaze ljiljani i natpis godine "1643.", godine kad je Francuska Gijana pripala Francuskoj, kao i posuda sa zlatom i tri cvijeta. Iznad štita je traka s natpisom "Fert Aurum Industria" (Rad stvara obilje).